# Dvanáct chorvatských rodů

Znak Chorvatsko-dalmatského království

Dvanáct chorvatských rodů či kmenů (chorvatsky Plemstvo dvanaest plemena Kraljevine Hrvatske, doslova šlechta dvanácti kmenů Chorvatského království, latinsky Nobiles duodecim generationum regni Croatiae) je označení aristokratická instituce ve středověkém Chorvatsku, jejíž existenci lze vysledovat až do poloviny 14. století.

## Dějiny
První zmínka o instituce je v Pacta conventi, jejíž text sahá do roku 1102, zachoval se však pouze v přepisech. Nejstarší z nich je v trogirském rukopisu Historia Salonitana Maior („Velké dějiny Salony“) od Tomáše Arcijáhna z roku 1387.
První spolehlivá zmínka pochází z roku 1350 v dokumentu pro rod Virevićů, který byl potvrzen chorvatským parlamentem (congregatio) svolaným v Podgrađe v Lučské župě.
V roce 1360 vznikl dokument o soudním sporu mezi šlechtou z Cetiny a knížetem Janem Nelipčićem. Podle historika Šufflaye bylo původním úkolem této instituce hájit práva nižší šlechty před útoky mocných feudálních rodin, které se vytvořily z těchto širších klanů a začaly je podrobovat své vládě.
Když však uherský král Ludvík I. z Anjou (1342–1382) zlomil moc dynastických rodin v Chorvatsku a obnovil královskou moc, postavila se aliance nižší šlechty na obranu chorvatských práv (consuetudinis Croatorum), jak o tom svědčí Pacta Conventa nebo Qualiter vytvořené v tomto období.

## Dvanáct rodů
1. Kačićové
2. Gusićové
3. Čudomirićové
4. Šubićové
5. Kukariové
6. Lapčanové a Karinští
7. Mogorovićové
8. Snačićové
9. Lačničićové (Lasničićové)
10. Poletčićové
11. Jamometićové (Jamometi)
12. Tugomirićové (Tugomerićové)